# Tour de Lombardie 1971
La 65e édition du Tour de Lombardie s'est déroulée le 9 octobre 1971. La course a été remportée par le coureur belge Eddy Merckx. Le parcours s'est déroulé entre Milan et Côme sur une distance de 266 kilomètres.

## Présentation

### Favoris
Récemment titré champion du monde à Mendrisio, Eddy Merckx, est présent et fait figure de grand favori. 

## Déroulement de la course
Eddy Merckx fausse compagnie à ses rivaux à 50 km de l’arrivée et se présente seul à l'arrivée au vélodrome de Côme avec plus de trois minutes d'avance sur ses premiers poursuivants, l'Italien Franco Bitossi et son compatriote Frans Verbeeck.

## Classement final
| Pos. | Coureur            | Équipe        | Temps           |
| ---- | ------------------ | ------------- | --------------- |
| 1    | Eddy Merckx        | Molteni       | 6 h 47 min 54 s |
| 2    | Franco Bitossi     | Filotex       | à 3 min 31 s    |
| 3    | Frans Verbeeck     | Watney-Maes   | à 3 min 33 s    |
| 4    | Antoon Houbrechts  | Salvarani     | m.t.            |
| 5    | Georges Pintens    | Hertekamp     | m.t.            |
| 6    | Enrico Maggioni    | Cosatto       | m.t.            |
| 7    | Italo Zilioli      | Ferretti      | à 3 min 47 s    |
| 8    | Roger De Vlaeminck | Flandria-Mars | à 3 min 49 s    |
| 9    | Felice Gimondi     | Salvarani     | m.t.            |
| 10   | Giancarlo Polidori | Scic          | m.t.            |